# Коссотто, Фьоренца
Фьоренца Коссотто (итал. Fiorenza Cossotto; род. 1935) —  итальянская оперная певица. После того, как в 1966 году оставила сцену Джульетта Симионато, не имела соперниц среди меццо-сопрано Италии. С блеском исполняла такие партии в операх Верди, как Амнерис («Аида»), Азучена («Трубадур»), Эболи («Дон Карлос»). Муж (с 1958 по 1996) — бас Иво Винко.

## Биография
Фьоренца Коссотто родилась в Крешентино близ Верчелли. Обучалась в Туринской консерватории, брала уроки у Мерседес Льопарт.
В 1957 году дебютировала в миланском театре «Ла Скала», который на протяжении всей карьеры оставался её основной площадкой. Одной из первых работ в театре была для неё партия Матильды на мировой премьере оперы «Диалоги кармелиток». Также она вспоминает о том, что была занята в постановке «Огненного ангела». В первый же год карьеры выступала со звёздами такого уровня, как Мария Каллас.
Когда на Уэксфордском фестивале 1958 года обратила на себя внимание владением английским языком, театр «Ковент Гарден» пригласил её петь в «Медее». С конца 1960-х на протяжении 20 лет регулярно выступала в «Метрополитен-опере» (Нью-Йорк).
В 1964, 1974 и в 1989 гг. гастролировала в Москве в составе труппы театра «Ла Скала», в 1998 году была членом международного жюри конкурса им. Чайковского, в 2001 году выступала в Москве с сольным концертом.
С середины 1970-х годов критики отмечали постепенное ухудшение вокальных данных певицы, особенно в верхнем регистре. Тем не менее примадонна не желала прощаться со сценой, продолжая с прежними драматизмом и энергией петь в оперных представлениях и в 1990-е годы. 
В 2005 году Коссотто отпраздновала свое 70-летие в Льеже, выступив в опере «Сестра Анжелика». Позднее периодически давала концерты. В 2014 году была удостоена большого креста ордена «За заслуги перед Итальянской Республикой».

## Голос и репертуар
Широта вокального диапазона Коссотто позволяла ей исполнять не только партии меццо-сопрано и контральто, но и партии драматического сопрано. Благодаря громогласной, резкой и напористой манере исполнения, яркому «стальному» тембру и склонности к неприкрытой эмоциональности ей удавались не только вердиевские героини (Амнерис, Азучена, Эболи), но и партии веристского репертуара (например, Сантуцца в «Сельской чести»). Партию Адальджизы («Норма») она пела со всеми великими Нормами послевоенного периода — Каллас, Сазерленд, Генджер, Кабалье. Из русского репертуара чаще всего исполняла роль Марфы в «Хованщине».
Винченцо Беллини
- «Капулетти и Монтекки» — Ромео
- «Сомнамбула» — Тереза
- «Норма» — Адальджиза

Гектор Берлиоз
- «Троянцы» — Асканий

Жорж Бизе
- «Кармен» — Кармен

Арриго Бойто
- «Мефистофель» — Панталида

Луиджи Керубини
- «Медея» — Нерис

Франческо Чилеа
- «Адриана Лекуврёр» — Принцесса де Буйон

Доменико Чимароза
- «Тайный брак» — Фидальма
- «Женский хитрости» — Леонора

Гаэтано Доницетти
- «Анна Болейн» — Джейн Сеймур
- «Фаворитка» — Леонора

Умберто Джордано
- «Андре Шенье» — Берси

Михаил Глинка
- «Жизнь за царя» — Ваня

Кристоф Виллибальд Глюк
- «Орфей и Эвридика» — Орфей
- «Ифигения в Тавриде» — Диана

Георг Фридрих Гендель
- «Ксеркс» — Аталанта

Пьетро Масканьи
- «Сельская честь» — Сантуцца

Жюль Массне
- «Вертер» — Шарлотта

Джакомо Мейербер
- «Гугеноты» — Урбано

Вирджилио Мортари
- «Школа жён» — Маринетта

Вольфганг Амадей Моцарт
- «Луций Сулла» — Цецилио
- «Свадьба Фигаро» — Керубино

Модест Мусоргский
- «Борис Годунов» — Фёдор
- «Хованщина» — Марфа

Джованни Баттиста Перголези
- «Влюблённый монах» — Лукреция

Амилькаре Понкьелли
- «Джоконда» — Лаура Адорно

Франсис Пуленк
- «Диалоги кармелиток» — сестра Матильда

Джакомо Пуччини
- «Мадам Баттерфляй» — Сузуки
- «Сестра Анжелика» — Герцогиня

Джоаккино Россини
- «Случай делает вором» — Эрнестина
- «Пробный камень» — Клариче
- «Танкреди» — Танкреди
- «Севильский цирюльник» — Розина

Камиль Сен-Санс
- «Самсон и Далила» — Далила

Гаспаре Спонтини
- «Олимпия» — Статира

Игорь Стравинский
- «Мавра» — Мать

Джузеппе Верди
- «Король на час» — маркиза дель Поджо
- «Макбет» — леди Макбет
- «Риголетто» — Маддалена
- «Трубадур» — Азучена
- «Бал-маскарад» — Ульрика
- «Сила судьбы» — Прециозилла
- «Дон Карлос» — Эболи
- «Аида» — Амнерис
- «Фальстаф» — миссис Квикли

Риккардо Дзандонаи
- «Кавалеры из Экебю» — Майорша